# Guajuru
Guajuru (Chrysobalanus icaco) é um arbusto ou árvore de até 10 metros, do gênero Chrysobalanus.
Possui folhas variadas, flores em racemos, geralmente esbranquiçadas, e drupas comestíveis, especialmente quando postas em conservas. O frutos também são comestíveis. Ocorre em regiões costeiras tropicais das desde a Florida a sul do Brasil, nas costas da África, com muitas variedades e subespécies, naturalizadas em Ilhas do Índico e Pacífico e no Sudeste da Ásia, e geralmente cultivadas por propriedades adstringentes e pela casca utilizada em curtume. Seu nome é de origem tupi. Também é conhecida pelos nomes de: ajuru, apioba, engmo (Angola), icaco, jingimo (Angola), mafua (Angola).

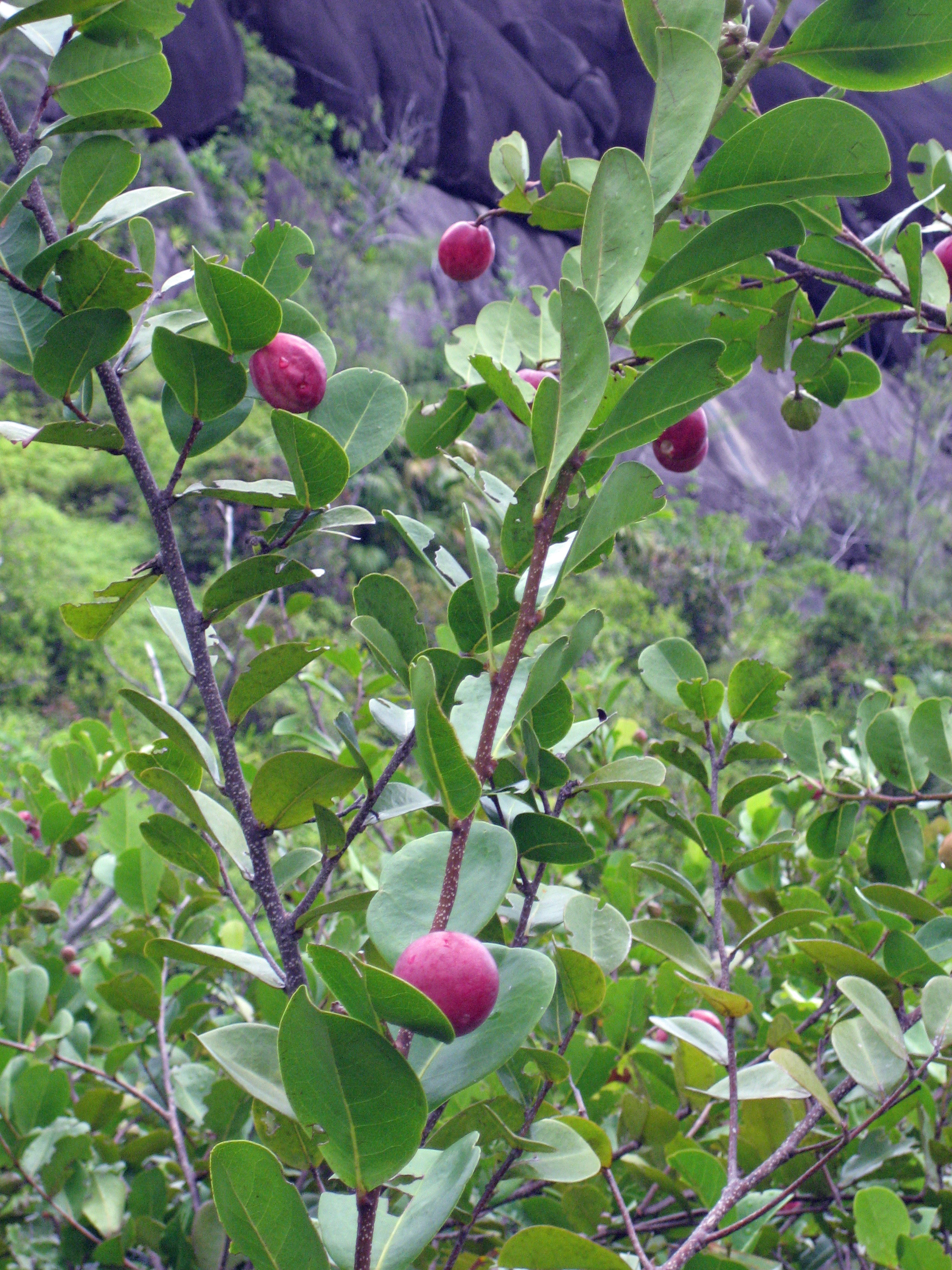
Guajuru